# Нежная гаплофрина
Нежная гаплофрина (лат. Haplophryne mollis) — вид глубоководных лучепёрых рыб из семейства линофриновых, единственный представитель рода гаплофрин (Haplophryne).

## Описание
Вид широко распространен в более теплых широтах Атлантического, Тихого и Индийского океанов. Длина тела от 48 до 159 мм. Покровы тела не пигментированные. Самцы паразитируют на самках, их размер до 11,5-12 мм. Подъязычный усик у самок отсутствует. Зубы располагаются в 3-4 ряда.